# Hapsidophrys smaragdina
Hapsidophrys smaragdina (смарагдова змія) — вид змій родини полозових (Colubridae). Мешкає в Західній і Центральній Африці.

## Поширення і екологія
Смарагдові змії поширені від Сенегалу до Уганди і Анголи. Вони живуть у вологих тропічних лісах, в мангрових і заболочених лісах та на плантаціях. Ведуть денний, деревний спосіб життя, живляться амфібіями, ящірками і пташенятами. Відкладають яйця.